# Bearcreek
Bearcreek és una població dels Estats Units a l'estat de Montana. Segons el cens del 2000 tenia 83 habitants.

## Demografia
Segons el cens del 2000, Bearcreek tenia 83 habitants, 38 habitatges, i 22 famílies. La densitat de població era de 267,1 habitants per km².
Dels 38 habitatges en un 31,6% hi vivien nens de menys de 18 anys, en un 34,2% hi vivien parelles casades, en un 18,4% dones solteres, i en un 39,5% no eren unitats familiars. En el 34,2% dels habitatges hi vivien persones soles el 7,9% de les quals corresponia a persones de 65 anys o més que vivien soles. El nombre mitjà de persones vivint en cada habitatge era de 2,18 i el nombre mitjà de persones que vivien en cada família era de 2,35.
Per edats la població es repartia de la següent manera: un 21,7% tenia menys de 18 anys, un 10,8% entre 18 i 24, un 33,7% entre 25 i 44, un 28,9% de 45 a 60 i un 4,8% 65 anys o més.
L'edat mediana era de 35 anys. Per cada 100 dones de 18 o més anys hi havia 85,7 homes.
La renda mediana per habitatge era de 32.917 $ i la renda mediana per família de 32.500 $. Els homes tenien una renda mediana de 20.250 $ mentre que les dones 25.000 $. La renda per capita de la població era de 13.572 $. Aproximadament el 3,8% de les famílies i el 12,6% de la població estaven per davall del llindar de pobresa.

## Poblacions més properes
El següent diagrama mostra les poblacions més properes.